# سلمان خان استاجلو
سلمان خان استاجلو (بالفارسية: سلمان‌خان استاجلو) كان الصدر الأعظم للدولة الصفوية في الفترة ما بين 1621 حتى 1623. حمل رُتبة فريق أول. تُوفي في 1624.